# كورنيل دوبري
كورنيل دوبري (بالإنجليزية: Cornell Dupree)‏ هو عازف قيثارة وعازف جاز أمريكي، ولد في 19 ديسمبر 1942 في فورت وورث في الولايات المتحدة، وتوفي بنفس المكان في 8 مايو 2011.

## وصلات خارجية
- كورنيل دوبري على موقع IMDb (الإنجليزية)
- كورنيل دوبري على موقع ميوزك برينز (الإنجليزية)
- كورنيل دوبري على موقع أول ميوزيك (الإنجليزية)
- كورنيل دوبري على موقع ديسكوغز (الإنجليزية)
- كورنيل دوبري على موقع قاعدة بيانات الفيلم (الإنجليزية)